# プエルト・バヤルタ
プエルト・バヤルタ (Puerto Vallarta) は、メキシコ太平洋岸のリゾートである。アメリカやカナダでも知名度が高く、外国からの訪問者が多い観光地である。

## 概要
プエルト・バヤルタはハリスコ州内では州都グアダラハラに次いで第二の規模の都市圏を形成している。気候は温暖で、概ね16℃から33℃である。年間雨量は1300mmで比較的多いが雨季の夏に集中しており、冬は晴天が続く。

## 交通
プエルト・バヤルタ国際空港が市街地の北西に立地している。メキシコでは十指に数えられる主要空港である。